# Сеноманская вода Западной Сибири
Сенома́нская вода́ За́падной Сиби́ри — вода, добываемая в Западной Сибири из отложений сеноманского яруса верхнего мела. Используется в нефтедобыче: ею заполняют пустоты, образующиеся при выкачивании нефти. Она подходит для этого лучше, чем речная вода данного региона, вследствие более высокого коэффициента вытеснения (на 5—8 %), а также низкого содержания растворённого кислорода и углекислого газа.
В зоне основных месторождений нефти Западной Сибири водоносные породы аптского, альбского и сеноманского яруса образуют общий апт-сеноманский водоносный комплекс, залегающий на глубинах от 680 до 860 м. Вода там течёт по слоям песчаника, песка, алевролита и глины. Вода, текущая по сеноманским отложениям, имеет высокую минерализацию 15—17 г/л (в основном за счёт хлорида натрия).

## Использование
Опыт, полученный на месторождениях Западной Сибири, показывает, что добычу этой воды лучше вести через скважины, пробурённые кустами возле крутонаклонных сепараторов, и производить сбор воды по лучевой схеме.
В Западно-сибирских нефтяных месторождениях, как правило, не нужна специальная подготовка для закачки воды. Для этой цели используется либо надземная, либо подземная кустовая станция.

## Схема заводнения
Количество необходимой для добычи воды определяется дефицитом для закачки.
Как правило, при закачке в пласт вода подвергается очистке от механических примесей и дегазации.
Пластовая вода под остаточным давлением и сеноманская вода от скважин поступают в отстойники, где очищаются от примесей, нефтепродуктов и растворённого в воде газа. Затем вода переливается в буферную ёмкость, которая служит как регулятор для обеспечения стабильного режима работы насосов. Из буферной ёмкости вода забирается насосами крутонаклонного сепаратора по высоконапорным магистральным водоводам, попадая в блок распределительной гребёнки, откуда по отдельным водоводам течёт в нагнетательные скважины.

## Влияние на окружающую среду
Техногенные аварии с разливом сеноманских вод на земной поверхности могут нести негативные последствия для окружающей среды. Разливы высокоминерализованных вод приводят к уничтожению болотных растительных сообществ на значительных площадях. В местностях с малыми уклонами вымывание солоноватых вод происходит медленно, из-за чего возрождение флоры может растянуться на многие десятилетия.